# Czech Hockey Games 2021
České hokejové hry 2021 je turnaj v rámci série Euro Hockey Tour 2020/2021, který se odehrál od 12. května do 15. května 2021. Všechna utkání se odehrála v pražské O2 areně.

## Zápasy
| 12. května 2021 16:00 | Švédsko | 4:6 (1:1, 1:3, 2:2) | Rusko | O2 arena, Libeň |  |

| Zpráva | |                                         | |                                                                              |
| Adam Reideborn | Adam Reideborn | Brankáři                                | Alexandr Samonov | Rozhodčí: Vladimír Pešina Jakub Šindel Čároví: Miroslav Lhotský Jiří Svoboda |
| 08:11 Oscar Lindberg (Viktor Lööv, Pär Lindholm) 31:31 Jesper Frödén (Jonatan Berggren, Viktor Lööv) 47:29 Filip Hällander (Dennis Rasmussen, Klas Dahlbeck) 48:01 Jonathan Pudas (Max Friberg, Pär Lindholm) | 08:11 Oscar Lindberg (Viktor Lööv, Pär Lindholm) 31:31 Jesper Frödén (Jonatan Berggren, Viktor Lööv) 47:29 Filip Hällander (Dennis Rasmussen, Klas Dahlbeck) 48:01 Jonathan Pudas (Max Friberg, Pär Lindholm) | 1:0 1:1 1:2 1:3 2:3 2:4 2:5 3:5 4:5 4:6 | 13:54 Igor Ozhiganov (Artyom Shvets-Rogovoi, Vladislav Kamenev) 21:29 Anton Burdasov (bez asistence) 22:57 Emil Galimov (Konstantin Okulov, Anton Slepyshev) 37:15 Anton Burdasov (Igor Ozhiganov, Vasili Podkolzin) 46:25 Vladislav Kamenev (bez asistence) 59:41 Vladislav Kamenev (bez asistence) | Rozhodčí: Vladimír Pešina Jakub Šindel Čároví: Miroslav Lhotský Jiří Svoboda |
| 14 min | 14 min | Tresty                                  | 10 min | Rozhodčí: Vladimír Pešina Jakub Šindel Čároví: Miroslav Lhotský Jiří Svoboda |
| 21 | 21 | Střely                                  | 20 | Rozhodčí: Vladimír Pešina Jakub Šindel Čároví: Miroslav Lhotský Jiří Svoboda |

| 12. května 2021 20:00 | Finsko | 1:2 (1:0, 0:1, 0:1) | Česko | O2 arena, Libeň Návštěvnost: 1 000 |  |

| Zpráva                                             |                                                    |             |                                                                                          |                                                                    |
| Harri Säteri                                       | Harri Säteri                                       | Brankáři    | Roman Will                                                                               | Rozhodčí: René Hradil Daniel Pražák Čároví: Vít Lederer Josef Špůr |
| 07:29 Axel Rindell (Teemu Turunen, Iiro Pakarinen) | 07:29 Axel Rindell (Teemu Turunen, Iiro Pakarinen) | 1:0 1:1 1:2 | 37:44 Libor Šulák (Michael Špaček) 48:48 Matěj Stránský (Ondřej Vitásek, Michael Špaček) | Rozhodčí: René Hradil Daniel Pražák Čároví: Vít Lederer Josef Špůr |
| 8 min                                              | 8 min                                              | Tresty      | 4 min                                                                                    | Rozhodčí: René Hradil Daniel Pražák Čároví: Vít Lederer Josef Špůr |
| 22                                                 | 22                                                 | Střely      | 37                                                                                       | Rozhodčí: René Hradil Daniel Pražák Čároví: Vít Lederer Josef Špůr |

| 13. května 2021 16:00 | Rusko | 1:4 (0:1, 0:0, 1:3) | Finsko | O2 arena, Libeň |  |

| Zpráva                               |                                      |                     | |                                                                                |
| Ivan Bočarov                         | Ivan Bočarov                         | Brankáři            | Jussi Olkinuora | Rozhodčí: Vladimír Pešina Daniel Pražák Čároví: Tomáš Brejcha Miroslav Lhotský |
| 44:14 Maxim Shalunov (bez asistence) | 44:14 Maxim Shalunov (bez asistence) | 0:1 1:1 1:2 1:3 1:4 | 04:51 Axel Rindell (Jere Sallinen, Valtteri Puustinen) 50:13 Jere Karjalainen (Peter Tiivola) 50:45 Teemu Turunen (bez asistence) 59:34 Jere Karjalainen (Eemeli Suomi) | Rozhodčí: Vladimír Pešina Daniel Pražák Čároví: Tomáš Brejcha Miroslav Lhotský |
| 10 min                               | 10 min                               | Tresty              | 4 min | Rozhodčí: Vladimír Pešina Daniel Pražák Čároví: Tomáš Brejcha Miroslav Lhotský |
| 23                                   | 23                                   | Střely              | 23 | Rozhodčí: Vladimír Pešina Daniel Pražák Čároví: Tomáš Brejcha Miroslav Lhotský |

| 13. května 2021 20:00 | Česko | 3:2 PP (0:0, 0:1, 2:1 - 1:0) | Švédsko | O2 arena, Libeň Návštěvnost: 1 000 |  |

| Zpráva | |                     |                                                                                               |                                                                |
| Šimon Hrubec                                                                                                | Šimon Hrubec                                                                                                | Brankáři            | Adam Reideborn                                                                                | Rozhodčí: René Hradil Adam Kika Čároví: Vít Lederer Josef Špůr |
| 43:14 Filip Zadina (Michael Špaček) 56:15 Filip Zadina (Filip Hronek) 62:27 Matěj Stránský (Michael Špaček) | 43:14 Filip Zadina (Michael Špaček) 56:15 Filip Zadina (Filip Hronek) 62:27 Matěj Stránský (Michael Špaček) | 0:1 1:1 1:2 2:2 3:2 | 25:38 Max Friberg (Pär Lindholm, Anton Wedin) 54:12 Pär Lindholm (Max Friberg, Klas Dahlbeck) | Rozhodčí: René Hradil Adam Kika Čároví: Vít Lederer Josef Špůr |
| 4 min | 4 min | Tresty              | 10 min                                                                                        | Rozhodčí: René Hradil Adam Kika Čároví: Vít Lederer Josef Špůr |
| 27 | 27 | Střely              | 21                                                                                            | Rozhodčí: René Hradil Adam Kika Čároví: Vít Lederer Josef Špůr |

| 15. května 2021 11:00 | Švédsko | 3:2 (1:0, 0:1, 2:1) | Finsko | O2 arena |  |

| Zpráva |

| 15. května 2021 15:00 | Česko | 4:0 (1:0, 2:0 1:0) | Rusko | O2 arena |  |

| Zpráva |

## Tabulka
| Poř. | Tým     | Z | V | VP | PP | P | VG | OG | B |
| ---- | ------- | - | - | -- | -- | - | -- | -- | - |
| 1.   | Česko   | 3 | 2 | 1  | 0  | 0 | 9  | 3  | 8 |
| 2.   | Švédsko | 3 | 1 | 0  | 1  | 1 | 9  | 11 | 4 |
| 3.   | Finsko  | 3 | 1 | 0  | 0  | 2 | 7  | 6  | 3 |
| 4.   | Rusko   | 3 | 1 | 0  | 0  | 2 | 7  | 12 | 3 |

Z = Odehrané zápasy; V = Výhry; VP = Výhry v prodloužení/nájezdech; PP = Prohry v prodloužení/nájezdech; VG = vstřelené góly; OG = obdržené góly; B = Body